# Torgny Lindgren
Torgny Lindgren (Raggsjö, 1938. június 16. – 2017. március 16.) svéd író.

## Művei
- Plåtsax, hjärtats instrument (1965)
- Dikter från Vimmerby (1970)
- Hur skulle det vara om man vore Olof Palme? (1971)
- Hallen (1975)
- Brännvinsfursten (1979)
- Mint kígyó útja a kősziklán (Ormens väg på hälleberget) (1982); ford: Jávorszky Béla
- Merabs skönhet (Merab szépsége) (1983, novellák)
- Övriga frågor (1983)
- Bethsabé (Bat Seba) (1984); ford: Csatlós János
- Legender (Legendák) (1986)
- Skrämmer dig minuten (1986)
- Ljuset (1987)
- Till Sanningens Lov (1991)
- Dongóméz (Hummelhonung) (1995); ford: Jávorszky Béla
- I Brokiga Blads vatten (1999)
- A tüdőkása (Pölsan) (2002); ford: Jávorszky Béla
- Dorés bibel (2005)
- Berättelserna (2003)
- A Norrlandi Akvavit (Norrlands akvavit) (2007); ford: Jávorszky Béla
- Minnen (2010)
- Klingsor (2014)

## Magyarul
- Mint kígyó útja a kősziklán. Regény; ford., utószó Jávorszky Béla; Európa, Bp., 1988 (Modern könyvtár)
- Bethsabé. Regény; ford. Csatlós János; Európa, Bp., 1989
- Dongóméz; ford. Jávorszky Béla; Széphalom Könyvműhely, Bp., 1996 (Magyar napló könyvek)
- Az ötujjú krumpli. Elbeszélések és legendák; ford. Jávorszky Béla; Széphalom Könyvműhely, Bp., 1997 (Magyar napló könyvek)
- A tüdőkása; ford. Jávorszky Béla; Széphalom Könyvműhely, Bp., 2003
- A Norrlandi Akvavit; ford. Jávorszky Béla; Széphalom Könyvműhely, Bp., 2012

## Díjai
- Femina-díj (1986, a Bethsabé regényért)
- August-díj (1995, a Dongóméz regényért)
- Selma Lagerlöf-díj (2000)
- Ordre des Arts et des Lettres (2001)
- Litteris et Artibus (2002)
- De Nios Stora Pris (2004)